# Zenion hololepis
Zenion hololepis är en fiskart som först beskrevs av Goode och Bean, 1896.  Zenion hololepis ingår i släktet Zenion och familjen Zenionidae. Inga underarter finns listade i Catalogue of Life.
Exemplaren blir 16 cm långa.
Arten förekommer i tropiska och subtropiska regioner av Stilla havet, Indiska oceanen och Atlanten. Den vistas vanligen i regioner som ligger 300 till 600 meter under havsytan. Fisken hittas ofta över botten som består av sand eller slam. Den bildar stim.
För beståndet är inga hot kända. Hela populationen anses vara stabil. IUCN listar arten som livskraftig (LC).

## Bildgalleri

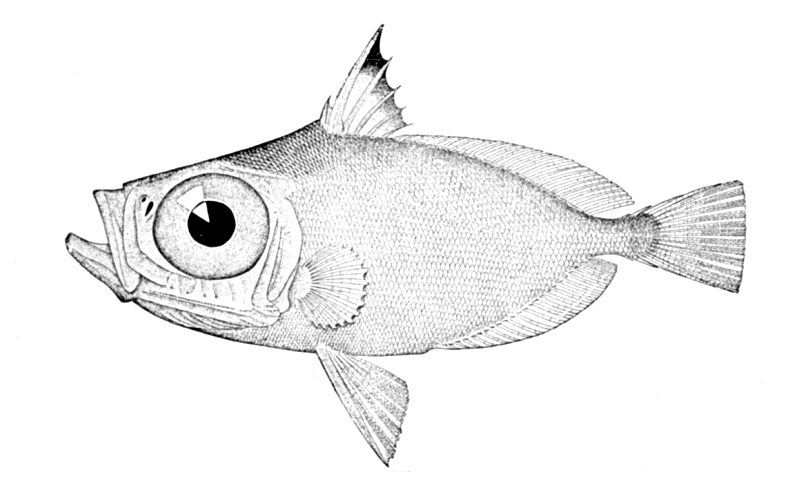